# دارواش (ترانه)
دارواش (تلفظ درست: داروش) (به انگلیسی: Mistletoe) نام اولین تک‌آهنگ از دومین آلبوم استودیویی جاستین بیبر با نام «زیر دارواش» است که در ۱۷ اکتبر ۲۰۱۱ منتشر شد. این تک‌آهنگ به رتبهٔ ۱۱ جدول ۱۰۰ آهنگ داغ بیلبورد رسید.

## متن آهنگ
It’s the most beautiful time of the year
این باید قشنگ ترین زمان از سال باشه
Lights fill the streets spreading so much cheer
نور چراف ها خیابون رو پر میکنه و همه هورا میکشند
I should be playing in the winter snow
من باید توی زمستون برف بازی کنم
But I’mma be under the mistletoe
اما من میرم زیر میسلتو ها
I don’t want to miss out on the holiday
من نمیخوام تعطیلات رو از دست بدم
But I can’t stop staring at your face
اما من نمیتونم از خیره شدن به صورتت جلوگیری کنم
I should be playing in the winter snow
من باید توی زمستون برف بازی کنم
But I’mma be under the mistletoe
اما من میرم زیر میسلتو ها
With you, shawty with you
با تو ، شائتو با تو
With you, shawty with you
با تو ، شائتو با تو
With you under the mistletoe
با تو زیر میسلتو ها
Everyone’s gathering around the fire
همه با هم دور اتیش جمع میشن
Chestnuts roasting like a hot July
شاه بلوت رو برشته میکنند مثل ماه جولای
I should be chillin’ with my folks, I know
من باید مردم سرد شم با مردم دیگه ، اره میدونم
But I’mma be under the mistletoe
اما من میرم زیر میسلتو ها
Word on the street santa’s coming tonight,
هم امشب میان تو خیابون سانتا
Reindeer’s flying in the sky so high
گوزن ( گوزن های پاپا نوئل) توی اسمون ها پرواز میکنه
I should be making a list I know
من باید یه لیست درست کنم میدونم
But I’mma be under the mistletoe
اما من میرم زیر میسلتو ها
With you, shawty with you
با تو ، شائتو با تو
With you, shawty with you
با تو ، شائتو با تو
With you under the mistletoe
با تو زیر میسلتو ها
With you, shawty with you
با تو ، شائتو با تو
With you, shawty with you
با تو ، شائتو با تو
With you under the mistletoe
با تو زیر میسلتو ها
Eh, love, the wise men followed the star
اه ، عشق ، مردان عاشق دنبال ستاره ها میرن
The way I follow my heart
راهی که من دنبال قلبم میرم
And it led me to a miracle
و راهی که منجر به معجزه میشه
Eh love, don’t you buy me nothing
اه عشق ، هیچی برام نمیتونی بخری ؟
I am feeling one thing, your lips on my lips
من فقط یه چیزو احساس میکنم ، لباتو روی لبهام
That’s a very, merry Christmas
اون خیلی خوبه کریسمس مبارک
It’s the most beautiful time of the year
این باید قشنگ ترین زمان از سال باشه
Lights fill the streets spreading so much cheer
نور چراف ها خیابون رو پر میکنه و همه هورا میکشند
I should be playing in the winter snow
من باید توی زمستون برف بازی کنم
But I’mma be under the mistletoe
اما من میرم زیر میسلتو ها
I don’t want to miss out on the holiday
من نمیخوام تعطیلات رو از دست بدم
But I can’t stop staring at your face
اما من نمیتونم از خیره شدن به صورتت جلوگیری کنم
I should be playing in the winter snow
من باید توی زمستون برف می کنم
But I’mma be under the mistletoe
اما من میرم زیر میسلتو ها
With you, shawty with you
با تو ، شائتو با تو
With you, shawty with you
با تو ، شائتو با تو
With you under the mistletoe
با تو زیر میسلتو ها
With you, shawty with you
با تو ، شائتو با تو
With you, shawty with you
با تو ، شائتو با تو
Shawty with you, under the mistletoe
ساوئتی با تو زیر میسلتو ها
Kiss me underneath the mistletoe
منو زیر مسلتو ها ببوس
Show me baby that you love me so-oh-oh
بهم نشون بده عاشقمی عزیزم
Oh, oh ,ohhh
اوه اوــــه
Kiss me underneath the mistletoe
منو زیر مسلتو ها ببوس
Show me baby that you love me so-oh-oh
بهم نشون بده عاشقمی عزیزم
Oh, oh ,ohhh
اوه اوــــه

## معنای نام ترانه
دارواش (Mistletoe) گیاه کوچکی است که فقط بر روی درختان رشد می‌کند و ریشهٔ خود را در تنهٔ درخت فرو می‌کند. در فرهنگ عامه مرسوم است که در زمان جشن کریسمس شخصی را در زیر این درخت کوچک ببوسند.

## انتشار
این ترانه در ۱۷ اکتبر ۲۰۱۱ به صورت تک‌آهنگ منتشر شد. 
اما جاستین بیبر ترانهٔ «دارواش» را برای اولین بار در در کنسرت ۶ اکتبر «تور دنیای من» در شهر ریو دوژانیرو کشور برزیل اجرا کرد.

## نماهنگ
نماهنگ (ویدئو کلیپ) این ترانه توسط رومن وایت کارگردانی شده است. ویدئویی از پشت صحنهٔ این نماهنگ در ۱۱ اکتبر منتشر شد و تبلیغ آن در ۱۴ اکتبر بر روی یوتوب قرار گرفت. ویدئوی رسمی «دارواش» در ۱۸ اکتبر و یک روز پس از انتشار خود تک‌آهنگ منتشر شد.